# Jean-François Quint
Jean-François Quint (, ) é um matemático francês, especialista em teoria dos sistemas dinâmicos para espaços homogêneos.
Estudou na École normale supérieure de Lyon e obteve depois um doutorado na Escola Normal Superior de Paris, orientado por Yves Benoist, com a tese Sous-groupes discrets des groupes de Lie semi-simples réels et p-adiques.
Recebeu o Clay Research Award de 2011, juntamente com Yves Benoist.

## Publicações selecionadas
- Mesures de Patterson-Sullivan en rang supérieur. Geom. Funct. Anal. 12 (2002), no. 4, 776–809. doi:10.1007/s00039-002-8266-4
- com Benoist: Mesures stationnaires et fermés invariants des espaces homogènes, Parts 1,2, Comptes Rendus Mathématiques, vol. 347, 2009, pp. 9–13, vol. 349, 2011, pp. 341–345; and Annals of Mathematics, vol. 174, 2011, pp. 1111–1162 doi:10.4007/annals.2011.174.2.8
- com Benoist: Random walks on finite volume homogeneous spaces, Inventiones Mathematicae, vol. 187, 2012, pp. 37–59 doi:10.1007/s00222-011-0328-5
- com Benoist: Stationary measures and invariant subsets of homogeneous spaces (II). J. Amer. Math. Soc. 26 (2013), no. 3, 659–734.
- com Benoist: Stationary measures and invariant subsets of homogeneous spaces (III). Ann. of Math. (2) 178 (2013), no. 3, 1017–1059.
- com Benoist: Random Walks on Reductive Groups. [S.l.]: Springer. 2016